# 寻寨镇
寻寨镇，是中华人民共和国河北省邢台市新河县下辖的一个乡镇级行政单位。

## 行政区划
寻寨镇下辖以下地区：
寻寨村、周家尧村、董夏村、南魏家庄村、南庄村、沙里王村、南杜兴村、北杜兴村、南安家庄村、刘家庄村、信秋口村、耿秋口村、邢秋口村、郑秋口村、尹家庄村、寻胡路村、东小漳一村、东小漳二村、东小漳三村、郎家屯村、南阳村、桃园村、牛家庄村、王家庄村和西马庄村。